# Lhasang Cering

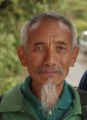

Lhasang Cering – tybetański działacz niepodległościowy, dramatopisarz i poeta.
Urodził się w Tybecie. Wraz z rodziną uciekł do Indii w 1959. Kształcił się w Wynberg Allen School w Mussoorie. Odrzucił propozycję wyjazdu na studia do USA, przyłączając się do tybetańskiej partyzantki działającej w Mustangu (1972). Pozostał w jej szeregach aż do likwidacji w 1974. Następnie podjął pracę w Centralnej Administracji Tybetańskiej (CTA), nauczał również w Tybetańskiej Wiosce Dziecięcej. Był aktywnym działaczem oddziału TYC w Dharamsali, w 1976 wszedł w skład Centralnego Komitetu Wykonawczego (CENTREX) całej organizacji (do 1990). Pełnił funkcję jej przewodniczącego (1986–1990). Odbył liczne podróże zagraniczne, podczas których informował o sytuacji Tybetańczyków. W 1988 jako pierwszy Tybetańczyk wystąpił z publiczną krytyką firmowanej przez Dalajlamę polityki drogi środka. Stoi na stanowisku, że jedynym celem Tybetańczyków winna być niepodległość. Popiera przeprowadzanie akcji sabotażowych skierowanych przeciwko rządowi ChRL.
Współzakładał (1988) Centrum Wyższych Studiów Tybetańskich (AMI). Redagował takie pisma jak Mangtso czy Rangzen. Jest właścicielem księgarni Bookworm w Dharamsali. Wydał między innymi tomik Tomorrow and Other Poems (2003 lub 2004). Otrzymał Rangzen Award przyznawaną przez TYC (2010).